# Gerald Dworkin
Gerald Dworkin (* 27. Dezember 1937) ist ein US-amerikanischer Philosoph. Er ist ein Mitglied der philosophischen Fakultät der University of Illinois und seit 1996 der University of California in Davis. Er ist ein (angeschlossenes) Mitglied des Kadish Center for Morality, Law & Public Affairs der Boalt Hall (der rechtswissenschaftlichen Einrichtung der University of California, Berkeley) und der Herausgeber der Zeitschrift Ethics.

## Leben
Dworkin studierte zunächst am City College of New York, wo er 1959 den Bachelor mit magna cum laude erlangte. Es folgten Studien an der University of California, Berkeley. Er erlangte dort 1961 den Grad des Master of Science im Fach Mathematik und promovierte 1966 in Berkeley in Philosophie. Seine von Thomas Nagel betreute Dissertation trägt den Titel The Nature and Justification of Coercion.
1965 und 1966 war er Dozent an der Harvard University. Es folgten bis 1973 Tätigkeiten am Massachusetts Institute of Technology (MIT), zunächst als Assistant Professor und dann als Associate Professor. Neben seiner Beschäftigung am MIT las er 1968 und 1970 an der Harvard Law School zum Thema Philosophie und Recht und war im Sommersemester 1972 Gastprofessor an der UC Berkeley. Von 1973 bis 1976 war er Associate Professor an der University of Illinois at Chicago. Ab 1976 hatte er dann in Chicago die nächsten zwanzig Jahre eine Vollprofessur inne. 1985 bis 1988 war er in Chicago Lehrstuhlinhaber.
Ab 1996 lehrte er bis zur Emeritierung als Distinguished Professor an der University of California, Davis. Die Emeritierung erfolgte 2006.

## Wissenschaft
Gerald Dworkin forschte und lehrte zur Moralphilosophie, politischen Philosophie, Rechtsphilosophie, und zur Medizinethik.
Dworkin entzündete 1971 mit einem Aufsatz im Werk Morality and the Law eine Debatte um Paternalismus, die zu einer Verfeinerung der Begriffsverwendung führte.

## Schriften
- Paternalism. In: The Monist. Band 56, 1972, S. 64–84.
- Moral Paternalism. In: Law and Philosophy. May 2005
- Theory and Practice of Autonomy. 1988
- als Herausgeber: Morality, Harm, and the Law. 1995